# Ceratobaeus clubionus
Ceratobaeus clubionus är en stekelart som beskrevs av Austin 1983. Ceratobaeus clubionus ingår i släktet Ceratobaeus och familjen Scelionidae. Inga underarter finns listade i Catalogue of Life.